# 40 aC

## Esdeveniments

### Grècia
- Atenodor Cananita, un filòsof escriu: trobant un fantasma a Atenes. Sent una de les primeres històries Poltergeist de la història.

### República romana
- Gai Asini Pol·lió i Gneu Domici Calví Màxim II són cònsols.
- Tractat de Brundisium, acord entre Octavi i Marc Antoni, dividint el món romà entre ells i Lèpid el triumvir, el tractat va ser cimentat amb el casament entre Antoni i Octavia Menor, germana d'Octavi.
- Guerra de Perusa

### Judea
- Imperi Part conquereix Jerusalem. Hircà II és destronat del seu poder, mentre Antígon de Judea és coronat rei de Judea.
- Herodes el Gran fuig de Jerusalem a Roma.

### Xina
- Es publica el diccionari Jiu Ji Pian, durant la Dinastia Han és la primera referència coneguda a la potència hidràulica del viatge martell dispositiu.

## Naixements
- Cleòpatra Selene i Alexandre Heli: fills bessons de Cleòpatra VII i Marc Antoni. (també podria haver sigut en el 41 aC).

## Necrològiques
- Fúlvia: dona de Publius Clodius Pulcher i Marc Antoni.